# Nerocila heterozota
Nerocila heterozota är en kräftdjursart som beskrevs av M. Firoz Ahmed1970. Nerocila heterozota ingår i släktet Nerocila och familjen Cymothoidae. Inga underarter finns listade i Catalogue of Life.